# Брлошка Дубрава
Брлошка Дубрава је насељено мјесто у Лици. Припада граду Оточцу, у Личко-сењској жупанији, Република Хрватска.

## Географија
Брлошка Дубрава је удаљена око 14 км сјеверно од Оточца. У близини насеља пролази ауто-пут Загреб-Сплит на којем се налази одмаралиште Брлошка Дубрава.

## Становништво
Према попису из 1991. године, насеље Брлошка Дубрава је имало 206 становника, међу којима је било 80 Срба, 117 Хрвата, 1 Југословен и 8 осталих. Према попису становништва из 2001. године, Брлошка Дубрава је имала 69 становника. Брлошка Дубрава је према попису становништва из 2011. године, имала 63 становника.
| Националност       | 1991. | 1981. | 1971. | 1961. |
| Срби               | 80    | 110   | 160   |       |
| Хрвати             | 117   | 149   | 193   |       |
| Југословени        | 1     | 17    | 7     |       |
| остали и непознато | 8     | 5     |       |       |
| Укупно             | 206   | 281   | 360   | '     |

| Демографија | Демографија | Демографија |
| Година      | Становника  | Становника  |
| ----------- | ----------- | ----------- |
| 1971.       | 360         |             |
| 1981.       | 281         |             |
| 1991.       | 206         |             |
| 2001.       | 69          |             |
| 2011.       |             | 63          |

## Попис 1991.
На попису становништва 1991. године, насељено место Брлошка Дубрава је имало 206 становника, следећег националног састава:
| Попис 1991.‍ | Попис 1991.‍ | Попис 1991.‍ | Попис 1991.‍ | Попис 1991.‍ |
| ----------- | ----------- | ----------- | ----------- | ----------- |
|             |             |             |             |             |
| Хрвати      | Хрвати      |             | 117         | 56,79%      |
| Срби        | Срби        |             | 80          | 38,83%      |
| Југословени | Југословени |             | 1           | 0,48%       |
| непознато   | непознато   |             | 8           | 3,88%       |
| укупно: 206 |             |             |             |             |

## Знамените личности
- Петар Грубор, народни херој Југославије